# Görög Zita
Görög Zita (eredetileg Göröcs Zita, Nagybátony, 1979. szeptember 27. –) magyar modell, műsorvezető és színésznő.

## Élete, pályája
Édesapja bányászként dolgozott. Középiskolai tanulmányait Budapesten kezdte. A Bródy Imre Gimnázium művészeti osztályának dráma tagozatára járt Budapesten. Ekkor kezdett fotómodellkedni. Első munkája az AGNES B. bemutató volt Párizsban, Laetitia Castával. 
24 országban dolgozott modellként, többek között egy évet az Egyesült Államokban, egyet Olaszországban, fél évet pedig Franciaországban töltött. Modellkedésének ideje alatt – míg Amerikában volt – szerepelt az Oroszlánbarlang  című filmben.
Nemzetközi sikereit azonban az Underworld és az Underworld: Evolúció nevű filmszerepekkel érte el.
2003 és 2006 között vezette Till Attila oldalán a Megasztár című tehetségkutató műsort.
Élettársa volt Seres Attila koreográfus, akivel a Megasztár forgatásán ismerkedett meg. 2007-ben megszületett Milán nevű fia és 2008-ban Lotti nevű lánya.

## Szerepei

### Filmográfia
- Oltári történetek (2021)
- Underworld: Evolúció (2006)
- Szőke kóla (2005)
- 8MM 2. (2005)
- Fej vagy írás (2005)
- Kávéház az égben (2004) (A Cafe in the Sky)
- The Collector season 2 (2004)
- Underworld (2003)
- Oroszlánbarlang (2003) (Den of Lions)
- Szerelem utolsó vérig (2002) (Love Till Last Blood)

### Műsor
- Cinematrix (2002, műsorvezető)
- Megasztár (2003–2006, műsorvezető)
- Az Árulók – Gyilkosság a kastélyban (2023,  játékos)